# Vaszary János (színművész)
Vaszary János (Budapest, 1899. január 11. – Madrid, 1963. november 20.) magyar színész, színigazgató, rendező, színműíró. Vaszary Piri színésznő bátyja, Vaszary Gábor író öccse.

## Életpályája
Vaszary Gábor (1866–1932) főjegyző és Csipka Auguszta (1876–?) gyermekeként született. 1920-ban a Magyar Színházban kezdte pályáját, játszott ezenkívül az Új Színházban is. Ez utóbbiban 1920-ban és a Belvárosi Színházban 1923-ban rendezőként is dolgozott. A rendezést Pitoëffnél tanulta. 
1925-ben Magyar Kamara Társulat néven Párizsban alapított vállalkozást, 1926-ban azonban hazatért. 1927–1929 között a Magyar Színházban dolgozott rendezőként. 1932–33-ban a Terézkörúti Színpad művészeti vezetője volt, majd ezt követően két évig az Andrássy úti Színház rendezője, 1935–36-ban főrendezője volt. 1933–34-ben a Budapesti Operettszínházban, 1936-ban a Nemzeti Színházban is rendezett. 1939–1941 között a Magyar Színház és az Andrássy úti Színház főrendezőjeként, 1941–1944 között az Andrássy úti Színház igazgatójaként tevékenykedett. 
1945-ben, feleségével Muráti Lili színésznővel emigrált, két évre rá Madridban telepedett le. Ott halt meg, 1963-ban.

## Magánélete
Első házastársa Siklossy Janka színésznő volt, akit 1929. szeptember 10-én Budapesten vett nőül, ám 1938-ban elváltak. Második felesége Muráti Lili színésznő volt.

## Írói tevékenysége
1928-tól kabaréjelenetekkel, 1930-tól vígjátékokkal jelentkezett. Rendezőként is elsősorban saját műveit állította színpadra, a könnyű műfaj avatott művelője volt. Filmforgatókönyveket is írt, továbbá filmet is rendezett.

## Rendezései
- Walter Hasenclever: Emberek
- Jean Sarment: Hamlet házassága
- Carl Zuckmayer: Kristóf Katica
- Békeffy István – Stella Adorján: Jöjjön elsején!
- Vaszary Gábor: Bubus
- Hermann Bahr: Josephin

## Művei
- Szőke Szakáll: VIII. Albert / Vaszary János: Braun ki lesz csapva / Békeffy László: Kitöltjük az összeíró ívet; Globus Ny., Bp., 1932 (Színházi élet színdarabjai)
- Szajnaparti kaland. Regény; Írás, Bp., 1942
- Zörgetik az ajtót... Naplójegyzetek 1944 karácsonyától 1946 júniusáig az oroszok által megszállt Magyarországon; Hungária, Bad Wörishofen, 1949
- A macska felugrott az asztalra. Regény; Magyarok útja, Buenos Aires, 1950
- Tubák csodálatos élete (regény, 1958)
- Kaland a vöröshajú lánnyal (regény, 1990)
- Ma éjjel szabad vagyok (dráma, 1934)
- A vörös bestia (dráma, 1934)
- Angyalt vettem feleségül (dráma, 1939)
- A pénz nem boldogít (dráma, 1942)
- Zörgetik az ajtót... Naplójegyzetek 1944 karácsonyától 1946 júniusáig a megszállt Magyarországon; Szabad Tér, 2007 (Szabad Tér könyvek)

## Filmjei
- Egy éj Velencében (1934)
- Rád bízom a feleségem (1937)
- 3 : 1 a szerelem javára (1937)
- Tokaji rapszódia (1937)
- Mámi (1937)
- Édes a bosszú (1937)
- A papucshős (1938)
- Párbaj semmiért (1940)
- Igen vagy nem? (1940)
- Tökéletes család (1941)
- Miért? (1941)
- Egy éjszaka Erdélyben (1941)
- Pofon az éjszakában (1941)
- Házasság (1942)
- Megálmodtalak (1943)
- Kölcsönadott élet (1943)
- Házassággal kezdődik (1943)
- Erénycsősz (1943)
- Egy nap a világ (1944)